# Gietrzwałd (gmina)
Pour le chef-lieu, voir Gietrzwałd.
Gietrzwałd est une gmina rurale du powiat de Olsztyn, Varmie-Mazurie, dans le nord de la Pologne. Son siège est le village de Gietrzwałd, qui se situe environ 18 km à l'ouest de la capitale régionale Olsztyn.
La gmina couvre une superficie de 174,13 km2 pour une population de 5 315 habitants.

## Géographie
La gmina inclut les villages de Barduń, Barwiny, Biesal, Cegłowo, Gietrzwałd, Grazymy, Gronity, Guzowy Młyn, Guzowy Piec, Jadaminy, Kudypy, Łajsy, Łęgucki Młyn, Łęguty, Łopkajny, Łupstych, Naglady, Naterki, Nowy Młyn, Parwółki, Pęglity, Podlejki, Rapaty, Rentyny, Salminek, Siła, Smoleń, Śródka, Sząbruk, Tomarynki, Tomaryny, Unieszewo, Woryty, Zaskwierki et Zdrojek.
La gmina borde la ville d'Olsztyn et les gminy de Jonkowo, Łukta, Olsztynek, Ostróda et Stawiguda.